# Nekane Jurado Pérez
Nekane Jurado Pérez   (el Pont de Suert, 1958) és una economista marxista i psicòloga clínica basca, d'origen català. Des de 1988 treballa a l'Àrea Nacional de Socioeconomia del Moviment d'Alliberament Nacional Basc i, des de fa més de 25 anys, al Departament d'Economia del Govern Basc.
En l'àmbit acadèmic, és llicenciada en Ciències econòmiques i empresarials, Ciències actuarials i financeres, i Psicologia clínica, així com titular d'un màster en Hisenda i Finances públiques. És cofundadora de la revista Ezpala i membre del col·lectiu d'economia crítica Elkartzen. A més a més, és investigadora de gènere amb relació a l'aportació de la dona en l'economia.

## Obres seleccionades
- Política social y vivienda en HEH, el Estado español y la UE (Fundació Ipar Hegoa, 2004)
- La Europa, ¿de quién? (ed. Txalaparta, 2005)
- Conversaciones en una Euskal Herria en crisis (Kimetz Kolektiboa, 2009)
- Independencia. De reivindicación histórica a necesidad económica (ed. Txalaparta, 2010)